# James FitzPatrick
James Joseph FitzPatrick III (Heidelberg, 1º febbraio 1964) è un ex giocatore di football americano statunitense che ha militato nel ruolo di offensive tackle nella National Football League (NFL).

## Carriera
Al college FitzPatrick giocò a football ad USC, venendo premiato come miglior giocatore offensivo della squadra nell'ultimo anno, un fatto insolito per un offensive lineman. Fu scelto dai San Diego Chargers come tredicesimo assoluto nel Draft NFL 1986. Vi giocò fino al 1989, dopo di che passò il resto della carriera con i Los Angeles Raiders fino al ritiro, avvenuto dopo la stagione 1983.